# アンドレイ・スライキン
アンドレイ・スライキン（Andrei Suraikin、ロシア語：Андрей Александрович Сурайкин、1948年10月20日 - 1996年9月28日）は、旧ソビエト連邦レニングラード出身の男性フィギュアスケート選手。1972年札幌オリンピックペア銀メダリスト。パートナーはリュドミラ・スミルノワとナタリア・オフシアンニコワ。

## 経歴
- 9歳のころにスケートをはじめ、1968年にソビエト連邦代表チームに入る。
- リュドミラ・スミルノワとペアを組み国際大会に出場。
- 1972年札幌オリンピックで銀メダルを獲得。しかし、パートナーであるスミルノワが、同じくソビエト連邦代表でイリーナ・ロドニナとペアを組んでいたアレクセイ・ウラノフと恋に落ち、スライキンとのペアを解消。パートナーを失ったスライキンは直後に引退。

## 主な戦績
| 大会/年          | 1968-69 | 1969-70 | 1970-71 | 1971-72 | 1972-73 | 1973-74 |
| ---------------- | ------- | ------- | ------- | ------- | ------- | ------- |
| オリンピック     |         |         |         | 2       |         |         |
| 世界選手権       |         | 2       | 2       | 2       |         |         |
| 欧州選手権       |         | 2       | 2       | 2       |         |         |
| ユニバーシアード |         | 1       |         |         |         |         |
| ソビエト選手権   | 4       | 2       | 2       |         |         |         |
| モスクワ国際     |         | 2       | 1       | 2       |         | 4       |
| スパルタキアード |         |         |         |         |         | 6*      |

- 1974年スパルタキアードの結果は、1974年ソビエト連邦フィギュアスケート選手権にも使われた。

1971-72まではリュドミラ・スミルノワとのペア。
1972-73以降はナタリア・オフシアンニコワとのペア。